# 冈萨雷斯之战

上图为如今的德克萨斯州地图，红色部分是历史上的德威特殖民地

冈萨雷斯之战（英語：Battle of Gonzales）1835年10月2日在墨西哥属德克萨斯的冈萨雷斯附近打响，是得克萨斯革命的第一战，交战双方分别是叛乱的德克萨斯居民和墨西哥陆军分队。
为保护冈萨雷斯免遭科曼奇人的频繁袭击，墨西哥当局于1831年将一门小炮借给当地居民。此后四年间，墨西哥的政治局势恶化，多个州在1835年起义。面对动乱蔓延，多明哥·德·乌加迪亚上校觉得应该从冈萨雷斯居民手中取回火炮。
当地居民不愿将炮退回，结果乌加迪亚派出一百名龍騎兵。骑兵在9月29日逼近冈萨雷斯，但殖民者一直用各种理由拖延部队行程，同时密派信使向附近社区求援。短短两天内，就有140名德克萨斯人在冈萨雷斯聚集，而且都坚持保留火炮。10月1日，居民投票决定发起战斗。10月2日清晨，墨西哥军人发现德克萨斯人逼近营地后开火，经过数小时断断续续的交火，墨西哥人撤退。
虽然战斗规模很小，几乎没有军事意义，但冈萨雷斯之战依然是德克萨斯殖民者与墨西哥政府明确决裂的标志，拉开得克萨斯革命序幕。冲突的消息传遍美国各地，媒体报导认为此战堪称“德克萨斯的列克星敦”。火炮的下落尚无定论，有可能掩埋后在1936年重新发现，也可能在阿拉摩之戰后落入墨西哥军队之手。

## 背景
《1824年墨西哥宪法》大幅放宽该国移民政策，容许外国人在墨西哥属德克萨斯等边境地区定居。1825年，美国人格林·德威特（Green DeWitt）获许在圣马科斯河（San Marcos River）与瓜达卢佩河（Guadalupe River）交汇处附近安置四百户居民。德威特殖民地（DeWitt Colony）由此诞生，但很快就沦为当地印第安人部落科曼奇人、卡兰卡瓦人（Karankawa）和通卡瓦人（Tonkawa）的反复劫掠目标，殖民地首府冈萨雷斯也在1826年7月被原住民摧毁。德威特通过谈判与卡兰卡瓦人和通卡瓦人缔结和平条约，冈萨雷斯于次年重建，但接下来几年依然定期遭受科曼奇人袭击。墨西哥政府无法分派兵力保护小镇，于是在1831年向冈萨雷斯居民送来一门六磅加农炮。据历史学家蒂莫西·托迪斯（Timothy Todish）所述，这种火炮火力小得可怜，最多也就用来给赛马发令。
19世纪30年代，墨西哥政府在联邦主义和中央集权政策间摇摆不定。随着政策在1835年急剧转向集权制，墨西哥多个州发生起义。六月，德克萨斯少量居民以政治动荡为由拒交关稅，事件史称“阿纳瓦克动乱”（Anahuac Disturbances），导致墨西哥联邦政府向德克萨斯增兵。舆论对此分歧很大，部分社区支持叛乱，理由各不相同，但包括冈萨雷斯在内的其他社区选择忠于墨西哥总统安东尼奥·洛佩斯·德·桑塔·安纳的集权政府。地方领导人开始呼吁召集议会，确定大部分居民是想独立、回归联邦制还是保持现状。部分领导人担心墨西哥政府会视此举为革命的先兆，但到八月底时，大部分社区都已同意派代表参加计划在10月15日召开的议会。在此期间，多数社区组建德克萨斯民兵连，以便遭遇军事侵犯时自卫。
9月10日，冈萨雷斯某居民遭墨西哥军人短棍殴打，激起殖民者的愤火并公开抗议。墨西哥当局觉得此时应当收回武器，德克萨斯的墨西哥驻军司令多明哥·德·乌加迪亚（Domingo de Ugartechea）上校派五名列兵和一名下士去取回之前送给殖民者的加农炮。许多居民认为，墨西哥当局是在制造借口攻击冈萨雷斯并消灭民兵。镇民大会上仅有三人投票支持交出火炮，以免受到攻击，包括镇长安德鲁·庞顿（Andrew Ponton）在内的其他人都认为应该坚持立场。历史学家史蒂芬·哈丁（Stephen Hardin）指出：“加农炮已经成为荣誉的象征，同时也代表那场不大可能发生的集会（指议会）。冈萨雷斯市民根本不打算在局势渐逐紧张的时候把炮交出去。”最终六名墨西哥军人无功而返。

### “十八老勇士”
“十八老勇士”（Old Eighteen）是指墨西哥军方前来收取火炮时设法拖延直至民兵赶到的18名德克萨斯人，战斗随后爆发。这18人分别是：
1. 威廉··阿灵顿（William W. Arrington）
2. 西蒙·贝特曼（Simeon Bateman）
3. 瓦伦丁·班尼特（Valentine Bennet）
4. 约瑟夫·克莱门茨（Joseph D. Clements）
5. 阿尔蒙·科特（Almon Cottle）
6. 雅各布·达斯特（Jacob C. Darst）
7. 乔治·戴维斯（George W. Davis）
8. 阿尔马隆·迪金森（Almaron Dickinson）
9. 格雷夫斯·福尔切尔（Graves Fulchear）
10. 本杰明·富夸（Benjamin Fuqua）
11. 詹姆斯·海因兹（James Hinds）
12. 托马斯·杰克逊（Thomas Jackson）
13. 阿尔伯特·马丁（Albert Martin）
14. 查尔斯·梅森（Charles Mason）
15. 托马斯·米勒（Thomas R. Miller）
16. 约翰·索威尔（John Sowell）
17. 温斯洛·特纳（Winslow Turner）
18. 艾兹基尔·威廉姆斯（Ezekiel Williams）

## 序幕
庞顿预料乌加迪亚会派更多军人强迫火炮交接，所以在军人离开冈萨雷斯后马上派人向距离最近的小镇米纳求援。四下传开的消息预计会有多达300名墨西哥人向冈萨雷斯进军。史蒂芬·奧斯丁是镇上居民的实际领袖，在德克萨斯倍受尊敬，他派人把局势传达周边社区，并告诫德克萨斯人民不要主动挑起争端，因为一旦正式开战，任何无端攻击墨西哥军队的举动都可能对美国援助德克萨斯人不利。
1835年9月27日，以弗朗西斯科·德·卡斯塔尼达（Francisco de Castañeda）为首的一百名龍騎兵带着要求庞顿交出加农炮的正式命令离开圣安东尼奥贝克萨尔，但上级向卡斯塔尼达下达的命令是尽可能避免动用武力。9月29日骑兵队逼近冈萨雷斯时发现瓜达卢佩河上所有的渡轮及其他船只都已不见，湍急的河流对岸还等着18名德克萨斯人。冈萨雷斯德克萨斯民兵连上尉阿尔伯特·马丁宣称庞顿有事出远门，要求墨西哥军队在镇长回来后再过河。不过，历史学家威廉·戴维斯（William C. Davis）认为当时喊话的不是马丁，而是约瑟夫·克莱门茨。
墨西哥骑兵队想不出过河的好办法，所以在距河约三百米处扎营，这也是附近地势最高的位置。三名德克萨斯人忙着把炮埋起来，其他人前往附近社区求助。当晚，已有八十多名男子从费耶特和哥伦布赶来。德克萨斯民兵连有自选领袖的惯例，聚集在冈萨雷斯的民兵因此行使上述权利选出约翰·亨利·摩尔（John Henry Moore）担任队长，而不是直接向马丁汇报。摩尔来自费耶特，选举产生的第二和第三把手均来自哥伦布，分别是约瑟夫·华盛顿·艾略特·华莱士（Joseph Washington Elliot Wallace）和爱德华·伯勒森（Edward Burleson）。
9月30日，卡斯塔尼达重申取回火炮的要求但再度碰壁，德克萨斯人坚持要直接与乌加迪亚谈判。发言人称，除非乌加迪亚愿意谈判：“我唯一的答复就是现在我不能也不会把炮交给你们。”卡斯塔尼达向乌加迪亚汇报称德克萨斯人在拖延时间，很可能在等待增援。
乌加迪亚要求正因私人事务来到圣安东尼奥贝克萨尔的冈萨雷斯居民朗塞洛·史密瑟医生（Dr. Launcelot Smither）协助卡斯塔尼达，说服镇上居民遵守命令。史密瑟10月1日抵达冈萨雷斯后告诉民兵队长马修·考德威尔（Mathew Caldwell），只要镇民和平交出火炮，军方不会动武，考德威尔同意史密瑟第二天早上把卡斯塔尼达带到镇上商议。摩尔大约在同一时间召开作战会议，并且很快就投票决定发起战斗。至于与会人员是否知道考德威尔已承诺让卡斯塔尼达第二天早上安全进入冈萨雷斯，历史学界暂无定论。
德克萨斯人掘出加农炮并装上车轮，由于没有炮弹，他们朝炮管里填充金属片。1812年战争期间曾在炮兵连服役的詹姆斯·尼尔（James C. Neill）负责运用火炮，他聚集多名人手组建德克萨斯第一个炮兵连，其中包括美国陆军退役野战炮兵阿尔马隆·迪金森。当地循道宗牧师史密斯（W. P. Smith）通过布道向炮兵连祝福，布道文中多次引述美國革命。
德克萨斯人制订作战计划期间，卡斯塔尼达从考沙塔族（Coushatta）印第安人处得知，已有约140人在冈萨雷斯聚集，预计还有很多正在路上。墨西哥军人开始搜寻安全的渡河位置，10月1日夜幕降临时，他们开始在距原营地约11公里的地方扎营。

## 战斗

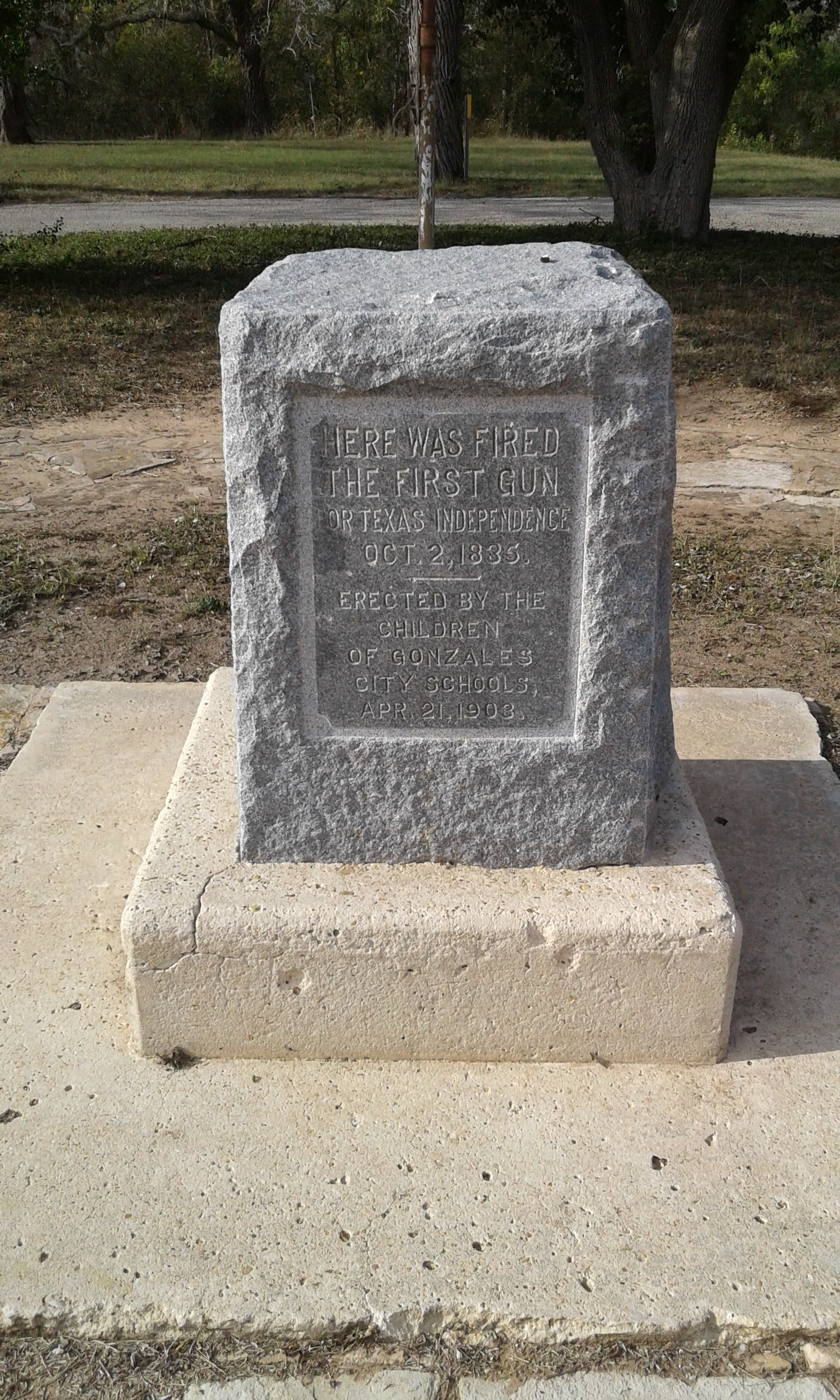
冈萨雷斯之战爆发地纪念碑

当晚七点，德克萨斯人开始渡河。骑马的民兵不到一半，拖慢追踪墨西哥军人的速度，午夜时分的浓雾又导致行动进一步放缓。凌晨三点左右，德克萨斯人逼近对方的新营地，但墨西哥军人被狗叫惊醒并马上开火。一名德克萨斯人因马受惊跌落，鼻子受伤流血。摩尔及手下藏进茂密的树丛直到天亮，在此期间部分德克萨斯人在附近田地拣西瓜吃。
黑暗和浓雾导致墨西哥军人无法估算敌方兵力，他们后撤约270米到附近的断崖。早上六点左右，德克萨斯人走出树林并开火。格雷戈里奥·佩雷斯（Gregorio Pérez）中尉率40名骑兵反击。德克萨斯人退回树丛并开枪截击，打伤一名墨西哥军人。据部分人士回忆，加农炮准备开火时掉下马车，无法在树木中安全操作，墨西哥骑兵又返回断崖位置。
大雾逐渐散去，卡斯塔尼达派史密瑟传达与德克萨斯民兵指挥官面谈的要求。结果从大群墨西哥军人中走出来的史密瑟很快就因行迹可疑被德克萨斯人逮捕。不过，摩尔还是同意与卡斯塔尼达会晤。摩尔表示，支持他的人都不再承认桑塔·安纳的集权政府，而是忠于桑塔·安纳废除的《1824年墨西哥宪法》。卡斯塔尼达声称他也抱持联邦主义立场，但受军人的荣誉感所限，他必须遵守命令。
摩尔退回营地，德克萨斯人此时举起临时制作的白色小旗，旗帜中央用黑色画出加农炮，下方有（“有种来拿”）字样，援引美国革命时期的口号“别踩我”。德克萨斯人向墨西哥营地开炮，卡斯塔尼达认为敌方火力和人数都占优，所以带队返回圣安东尼奥贝克萨尔，全员撤离时，德克萨斯人还没来得及完成重新装弹。卡斯塔尼达在向乌加迪亚汇报时称：“大人您的命令是在不损害墨西哥军队荣誉前提下撤退，我也是这么做的。”。

## 影响
墨西哥有两名军人阵亡，德克萨斯人仅一人受伤，即上文摔落马背鼻子流血的男子。事件过程正如历史学家戴维斯所说的那样“规模很小，其中一方甚至没打算战斗”，但德克萨斯人很快就宣称他们刚刚击败墨西哥军队。哈丁认为，虽然冲突的军事影响微乎其微，但“政治意义不可估量”。大量德克萨斯人决定武力对抗墨西哥军队，无意再对桑塔·安纳的政府保持中立。战斗结束两天后，奥斯丁致信奥斯丁的圣费利佩公共安全委员会，称德克萨斯人“已经宣战——舆论业已表明反对军事专制——战斗已经开始”。冲突起初被称为“威廉姆斯的战斗”，消息很快传遍美国，许多冒险家深处鼓舞，前往德克萨斯协助反抗墨西哥。多份报纸宣传这起冲突是“德克萨斯的列克星敦”，因为就像列克星敦和康科德战役拉开美国革命序幕一样，冈萨雷斯的冲突也标志着得克萨斯革命开始。
战斗正式爆发前，桑塔·安纳已经意识到只有更强有力的手段才能确保德克萨斯局势稳定。他命令妹夫马丁·佩费托·德·科斯（Martín Perfecto de Cos）将军率领约500名将士赶赴德克萨斯。科斯及部下于10月2日抵达戈利亚德。得知冈萨雷斯的冲突后，他们于10月5日离开戈利亚德前往圣安东尼奥贝克萨尔。
冈萨雷斯成为德克萨斯反对桑塔·安纳政策人士的集合点。10月11日，他们经投票一致推举没有受过军事训练的奥斯丁担任统领。次日，奥斯丁队朝圣安东尼奥贝克萨尔进军，围攻科斯的部队。所有墨西哥部队都在这年结束前被逼出德克萨斯。
加农炮的下落尚无定论。冈萨雷斯铁匠诺亚·史密斯威克（Noah Smithwick）在19世纪90年代撰写的回忆录称，火炮车轴在向圣安东尼奥贝克萨尔进军协助奥斯丁围城期间开始冒烟，随后被德克萨斯人丢弃。史密斯威克还称，加农炮被埋在距冈萨雷斯不远的小溪旁。1936年6月，冈萨雷斯附近在洪灾期间发现一门小型铁质火炮。1979年，帕特里克·瓦格纳博士（Dr. Patrick Wagner）买下火炮，认为这就是史密斯威克所说的那门。经史密森尼学会军事史策展人验证，瓦格纳买下的这种炮属于美国直到1836年仍在使用的小型旋转炮。另据德克萨斯大学保藏实验室确认，这门炮已经潮湿的地下埋藏很长时间。
历史学家托马斯·里克斯·林德利（Thomas Ricks Lindley）在《得克萨斯手册》（Handbook of Texas）撰文指出，瓦格纳的炮和史密斯威克的记载不符。瓦格纳的炮比六磅炮要小，而且冈萨雷斯那门炮应该不是铁制。林德利等多位历史学家认为，冈萨雷斯的加农炮很可能带到圣安东尼奥贝克萨尔，后在阿拉摩之戰使用，1836年3月落入墨西哥军队之手，并在墨军撤退时与其他火炮一起熔毁。
冈萨雷斯如今每年都会举办“有种来拿”庆祝活动，期间会重演此次战斗。冈萨雷斯及周边共有九个德克萨斯历史标记，纪念此次战斗涉及的多个地点。

## 脚注
1. ↑  Baumgartner & Vollentine.
2. 1 2 3 4 5 6  Hardin (1994), p. 12.
3. ↑  Roell (1994), pp. 27–28.
4. ↑  Roell (1994), pp. 29–31.
5. ↑  Hardin (1994), p. 6.
6. 1 2  Todish et al. (1998), p. 8.
7. ↑  Todish et al. (1998), p. 6.
8. 1 2  Roell (1994), p. 36.
9. 1 2  Lack (1992), p. 31.
10. ↑  Lack (1992), p. 26.
11. ↑  Lack (1992), pp. 31–32.
12. ↑  Davis (2006), p. 129.
13. 1 2 3 4 5 6 7  Hardin (1994), p. 7.
14. 1 2  Groneman (1998), p. 28.
15. ↑  Davis (2006), p. 137.
16. ↑  Hardin 2010.
17. 1 2 3  Davis (2006), p. 138.
18. ↑  Davis (2006), p 139.
19. 1 2 3  Hardin (1994), p. 8.
20. ↑  Davis (2006), p. 139.
21. ↑  quoted in Davis (2006), p. 140. Attributed to Joseph Clements
22. ↑  Davis (2006), p. 140.
23. 1 2 3  Hardin (1994), p. 9.
24. ↑  Davis (2006), p. 141.
25. 1 2  Hardin (1994), p. 10.
26. 1 2 3  Hardin (1994), p. 11.
27. 1 2  Davis (2006), p. 142.
28. ↑  Barr (1990), pp. 6–7.
29. 1 2 3  Hardin (1994), p. 13.
30. ↑  Winders (2004), p. 54.
31. ↑  Roell 2010.
32. ↑  Hardin (1994), p. 26.
33. ↑  Winders (2004), p. 55.
34. ↑  Barr (1990), p. 56.
35. ↑  Smithwick 1900.
36. ↑  Southwestern Collection & Southwestern Historical Quarterly.
37. ↑  Lindley & Woodrick.
38. ↑  The Official Come and Take It Festival in Gonzales, Texas & The Chamber of Commerce.
39. ↑  Groneman (1998), pp. 30–31.